# 오카다 유세이
오카다 유세이(일본어: 岡田 祐政, 1987년 5월 8일 ~ )는 일본의 축구 선수이다.

## 구단 경력
과거 도치기 우바, 그루자 모리오카, 반라우레 하치노헤에서 활동하였다.